# جانيس وونغ
جانيس وونغ (بالإنجليزية: Janice Wong)‏ هي حلوانية سنغافورية، ولدت في 1983 في سنغافورة.

## وصلات خارجية
- الموقع الرسمي